# Amblyopone clarki
Amblyopone clarki é uma espécie de formiga do gênero Amblyopone.